# Zero Critical
Zero Critical (známé také jako Satin Rift) je science fiction adventura, kterou nezávisle vyvinul Istvan Pely a vydala společnost Bethesda Softworks. Jedná se o 2D hru z pohledu třetí osoby, jež klade důraz na příběh a postavy; hlavním hrdinou je Chatt Rhuller, agent Interstellar Transportation Commission (ITC). Zero Critical mělo být pokračováním hry Majestic (Part I: Alien Encounter) (1995), protože se v něm objevují události z dané hry.